# 레저렉션 (드라마)
《레저렉션》(영어: Resurrection)는 2014년 3월 9일부터 2015년 1월 25일까지 ABC에서 방영된 TV 시리즈이다.